# Antonio Campos (Leichtathlet)
José Antonio Campos Quiles (* 19. April 1951 in Pedralba, Los Serranos) ist ein ehemaliger spanischer Hindernis- und Langstreckenläufer.
1975 erreichte er bei den Crosslauf-Weltmeisterschaften in Rabat nicht das Ziel und gewann bei den Mittelmeerspielen Silber über 3000 m Hindernis.
Im Jahr darauf gelangte er bei den Crosslauf-WM 1976 in Chepstow ermneut nicht ins Ziel. Bei den Olympischen Spielen in Montreal wurde er Achter über 3000 m Hindernis.
Bei den Crosslauf-WM 1977 in Düsseldorf kam er auf den 77. Platz.
Fünfmal wurde er Spanischer Meister über 3000 m Hindernis (1974, 1975, 1977–1979) und einmal über 5000 m (1982).

## Persönliche Bestzeiten
- 5000 m: 13:40,0 min, 24. Juli 1975, Turku
- 3000 m Hindernis: 8:21,00 min, 8. Juni 1976, Stockholm